# Uleanivka, Mankivka
Uleanivka (în ucraineană Улянівка) este un sat în comuna Bahva din raionul Mankivka, regiunea Cerkasî, Ucraina.

## Demografie
Componența lingvistică a localității Uleanivka
     Ucraineană (98,77%)
     Rusă (1,23%)
Conform recensământului din 2001, majoritatea populației localității Uleanivka era vorbitoare de ucraineană (98,77%), existând în minoritate și vorbitori de rusă (1,23%).